# Lerista separanda
Lerista separanda — вид сцинкоподібних ящірок родини сцинкових (Scincidae). Ендемік Австралії.

## Поширення і екологія
Lerista separanda мешкають на півострові Дампір-Ленд в регіоні Кімберлі у Західній Австралії, а також на північному заході Великої Піщаної пустелі. Вони живуть на прибережних дюнах, в пустелях і на сухих луках, в пухкому ґрунті або піску під камінням, поваленими деревами і термітниками.